# Iacopo Barsotti
Iacopo Barsotti ou Jacopo Barsotti (Turim, 28 de abril de 1921 — Pádua, 27 de outubro de 1987) foi um matemático italiano.
Introduziu os grupos de Barsotti–Tate.
Barsotti foi professor visitante do Instituto de Estudos Avançados de Princeton, em 1982.